# Betchworth
Betchworth è una cittadina di 1.052 abitanti della contea del Surrey, in Inghilterra.